# NGC 356
NGC 356 est une galaxie spirale située dans la constellation de la Baleine. NGC 356 a été découverte par l'astronome allemand Albert Marth en 1864.

## Caractéristiques
Sa vitesse par rapport au fond diffus cosmologique est de 5 566 ± 25 km/s, ce qui correspond à une distance de Hubble de 82,1 ± 5,8 Mpc (∼268 millions d'al).
La classe de luminosité de NGC 356 est II-III.